# Залозний Петро Федорович
Залозний Петро Федорович (псевдоніми і криптоніми — Петро 3., Петрусь 3., Явір Петро, Федоренко П., Заний Петро, П. 3. та ін.; 20 грудня 1865 (1 січня 1866), с. Рашівка, тепер Гадяцького району Полтавської області — 8 квітня 1921, там само) — український мовознавець, педагог, письменник.

## Життєпис
Місце народження Петра Федоровича Залозного — село Рашівка Гадяцького району Полтавської області. У цьому селі знаходиться і його могила.
Народився у сім'ї трудового козака-християнина Київської Русі-України, хлібороба з діда-прадіда. У Рашівці ходив до початкової школи, потім закінчив Лубенську гімназію, а 1889 року — історико-філологічний факультет Київського університету імені святого Володимира.
Деякий час учителював по земських школхКатеринославщини, а також а в Прилуках, тоді Полтавської губернії, а в 1897 році перейшов на службу в акциз.
Закінчив у 1889 Київський університет святого Володимира.
Учителював у земських школах Катеринославщини також у місті Прилуки на Полтавщині, потім працював чиновником.
Писати літературні твори почав іще в Лубенській гімназії. Захоплювався перекладом Вергілієвої «Енеїди» (гекзаметром) та Овідієвих віршів.
1886 року в альманасі «Степ» опублікував перший вірш «Сиротина», виявивши співчуття до простого народу.
1887 року в Києві вийшла збірка ліричних поезій «Русалочка».
Від 1888 року друкувався в львівському журналі «Зоря». Його поетичні твори є в антологіях «Акорди» (1903), збірнику «Розвага» (1908), «Українська муза» (1908), журналі «Рідний край», що видавався в Полтаві.
Крім віршів, писав оповідання, невеликі п'єси (водевіль «На досвітках»), перекладав Лєрмонтова, рецензував різні видання. Реальні картини тяжкого народного життя показав в оповіданнях «Свічечка», «Діти»; писав про трагізм тогочасної інтелігенції («Студент», «Проти хвилі») тощо. Залозний відчув на собі дужий вплив Шевченка. Один із ранніх віршів, присвячених
Кобзареві, має назву «Наша Слава» (1889; журнал «Зоря»). В ньому — оцінка Шевченка як «борця непохитного», що поліг за волю
родимого краю". «Народ його вислав за себе боротися з кривдою злою».
1906 року в журналі «Рідний край» вміщено його вірш ’"Тарасові…" за підписом «Петро», за це журнал було конфісковано.
Інший вірш, присвячений Т. Г. Шевченкові, «Як сонця весняного промінь…» вміщено в збірнику «Вінок Т. Шевченкові» (Одеса, 1912). У Полтаві Залозний видав збірочку «Дві казки дітям».
Залозний був послідовним захисником рідної мови, її дослідником та пропагандистом. 1906 року в полтавській друкарні Г. Маркевича вийшла його авторства «Коротка граматика української мови», що відіграла позитивну роль у нормуванні української
граматичної термінології. Згодом доповнена і розширена — в двох частинах — праця перевидавалася в 1913, 1917 та 1918 роках як «Початкова граматика української мови».
Після революції Залозний продовжував літературно-наукову і громадську працю, виступав з лекціями перед населенням Гадяча, Пирятина, Полтави, Прилук.
Поділяв світогляд Миколи Лисенка, Олени Пчілки, Михайла Старицького, Панаса Мирного.
Мовознавець Михайло Жовтобрюх назвав П. Залозного «відданим народові» діячем.

## Наукова діяльність
Написав підручник «Коротка граматика української мови» (1906; наступні доповнені до двох частин видання вийшли під назвою «Початкова граматика української мови» — 1913, 1917, 1918), який відіграв важливу роль у формуванні літературної норми української мови. Саме П. Залозний у своїй граматиці увів терміни «префікс» і «суфікс». [5]
Нормативні тенденції граматики української мови реалізовані 3алозним і в художніх творах (збірка поезій «Русалочка», 1887; водевіль «На досвітках»; оповідання).